# Озден, Шигабудин
Шигабудин (Шихабеттин) Озден (тур. Şahabettin Özden; 1941, Эсадия, Турция) — турецкий публицист, поэт и переводчик. Потомок выходцев из Дагестана. Главный редактор журналов «Ялова – Северный Кавказ» (1992–1995) и «Дагестан» (1995–1999). Активный член северокавказской и дагестанской диаспор в Турции.

## Биография
Предки Шигабудина были эмигрантами из аварских селений Кикуни и Зубутль Дагестана. Родился в 1941 году в селе Эсадия, где живут потомки дагестанских переселенцев. Получил среднее техническое образование. Работал в бизнесе, а также занимался фермой и шофёством.
Был избран мухтаром (главой администрации) села Эсадия в Чифтликском районе Яловской Области.
На «Международном конгрессе соотечественников», проходившем в августе 1992 года посетил Дагестан.
Стал президентом культурного центра «Дагестан», возглавлял его с 1992 по 1999 год и с 2003 года.
В 2018 году Шигабудин выступил на акции протеста в Ялове после того, как в одном из сериалов на «Kanal D» появился персонаж-предатель под именем «Дагестанлы».

## Творчество
Выпускал журнал «Северный Кавказ» (тур. «Yalova Kuzey Kafkasya») в Ялове, выступал его главным редактором с 1992 по 1995 года. После журнал выпускался под названием «Дагестан» (тур. «Dağıstan»).
Для чтения на родном аварском языке Шигабудин обучился кириллице. Пишет на турецком и аварском языках стихи, переводы, а также статьи.
Наш журнал оперативно откликается на общественно-политические события происходящие в Ялове, но первенство мы отдаём конечно тому что связано с Дагестаном. К нам в разные годы приезжали и гостили известные люди современного Дагестана: Расул Гамзатов, мэр Махачкалы Сиражудин Ильясов, А также известные спортсмены — первый олимпийский чемпион по вольной борьбе из Северного Кавказа, уроженец из села карата Ахвахского района — Загалав Абдулбеков и мастер спорта борьбы Юрий Шахмурадов. По нашему приглашению дагестанские дети отдыхали на берегу Чёрного моря. Мы рады любой весточке и готовы помочь соотечественникам.
В 1991 году привёз из Турции в Дагестан на гастроли ансамбль детей из дагестанской диаспоры, которые выступили в городах Махачкала и Хасавюрт, а также сёлах Гергебиль и Кикуни.
Перевёл с аварского на турецкий язык поэму «Парту Патима», которую на аварский язык перевёл Магомед Саидов с лакского, повесть Гасанилава Гимринского «Газимухаммад». Переводил стихи Расула Гамзатова, а тажже других аварских поэтов.